# Ameghino (cratère)
Ameghino est un cratère d'impact sur la face visible de la Lune. Le nom fut officiellement adopté par l'Union astronomique internationale (UAI) en 1976,,, en référence à Fiorino Ameghino (1854-1911),,. Avant cette date, Ameghino était identifié en tant que Apollonius C, cratère satellite de Apollonius (cratère).